# オンセ・カルダス
オンセ・カルダス（西: Once Caldas S.A.）は、コロンビアの中央部、カルダス県の都市マニサレスを本拠地とするサッカークラブである。クラブ名のオンセ・カルダスは、デポルテス・カルダスとオンセ・デポルティーボとして知られたデポルティーボ・マニサレスの合併によって生まれたことによる。
2004年のコパ・リベルタドーレス決勝でボカ・ジュニアーズをPK戦の末破り、トヨタカップでポルトガルのFCポルトと対戦したがPK戦で敗れた。

## 歴史
- 1959年 チーム創設（前身はオンセ・デポルティーボとデポルテス・カルダスでこの2チームが統合した。（1950年にムスタング・カップ優勝））
- 1998年 コパCONMEBOL（UEFAカップに相当する南米の大会）出場、1回戦でブラジルのサントスFCと対戦、ホームアンドアウェイの2試合合計で3-3、PK戦の末敗れた。
- 1999年 コパ・リベルタドーレスに初出場。予選リーグで4クラブチーム中最下位に終わったが、2勝1分3敗で勝ち点7を挙げ、グループ首位のクラブチームともわずか勝ち点2差であった。
- 2002年 コパ・リベルタドーレスに出場、予選リーグで3位に終わる。
- 2003年 国内リーグで初優勝を飾る。
- 2004年 コパ・リベルタドーレスではサントスFC、サンパウロFC、そして決勝ではボカ・ジュニアーズをPK戦の末に破り優勝し、トヨタカップに出場、UEFAチャンピオンズリーグ優勝のポルトガルのFCポルトと対戦した。この試合もPK戦となったが、7-8で敗れた。
- 2005年 コパ・リベルタドーレスでは、予選リーグで2位、2回戦で敗退した。またこの年、レコパ・スダメリカーナでコパ・スダメリカーナ優勝のボカ・ジュニアーズと対戦、前年のコパ・リベルタドーレス決勝と同じ組み合わせとなったが、2戦合計3-4で敗れた。

## ライバル
オンセ・カルダスのライバルは、デポルティーボ・ペレイラとデポルテス・キンディオである。

## タイトル

### 国際タイトル
- コパ・リベルタドーレス：1回
  - 2004

### 国内タイトル
- カテゴリア・プリメーラA：4回
  - 1950, 2003前期, 2009前期, 2010後期

## 現所属メンバー
2025年2月1日 現在
注：選手の国籍表記はFIFAの定めた代表資格ルールに基づく。
| No. | Pos. |            | 選手名                         |
| --- | ---- | ---------- | ------------------------------ |
| 2   | MF   | コロンビア | フアン・カミーロ・ガルシア     |
| 3   | DF   | コロンビア | ジェルソン・マラゴン           |
| 4   | DF   | コロンビア | マテオ・ロダス                 |
| 5   | MF   | コロンビア | イバン・ロハス                 |
| 6   | MF   | コロンビア | フアン・カルロス・ディアス     |
| 7   | FW   | コロンビア | ミチャエル・バリオス           |
| 8   | MF   | コロンビア | エステバン・ベルトラン         |
| 9   | FW   | ボリビア   | ヒルベルト・アルバレス         |
| 12  | GK   | コロンビア | ハメス・アギーレ               |
| 13  | DF   | コロンビア | ダニエル・キニョネス           |
| 14  | FW   | コロンビア | ジェフリー・サパタ             |
| 15  | DF   | コロンビア | フアン・フェリペ・カスターニョ |
| 16  | FW   | コロンビア | ホエル・コントレラス           |
| 17  | FW   | コロンビア | ダイロ・モレノ ()              |
| 18  | DF   | コロンビア | ハイデル・リケット             |
| 19  | MF   | コロンビア | マテオ・ガルシア               |

| No. | Pos. |            | 選手名                     |
| --- | ---- | ---------- | -------------------------- |
| 20  | MF   | コロンビア | アレハンドロ・ガルシア     |
| 21  | FW   | コロンビア | ジョン・デイビー・アラウホ |
| 22  | DF   | コロンビア | フアン・クエスタ           |
| 24  | FW   | コロンビア | ルイス・パラシオス         |
| 25  | GK   | コロンビア | フアン・ガジェゴ           |
| 26  | FW   | コロンビア | サンティアゴ・クビデス     |
| 27  | FW   | コロンビア | フェリペ・シフエンテス     |
| 28  | MF   | コロンビア | マテオ・スレタ             |
| 30  | FW   | ウルグアイ | ウーゴ・ドレゴ             |
| 31  | MF   | コロンビア | マヌエル・アルテアガ       |
| 32  | MF   | コロンビア | フアン・ベタンクール       |
| 33  | DF   | コロンビア | フアン・パティーニョ       |
| 34  | MF   | コロンビア | ホルヘ・カルドナ           |
| 35  | GK   | コロンビア | ホアン・パーラ             |
|     | DF   | コロンビア | レイデル・モラン           |

## 歴代監督
- ルイス・フェルナンド・モントージャ 2003-2004
- フアン・カルロス・ベドジャ・ソト 2006, 2007-2008
- フアン・カルロス・オソリオ 2010-2011

## 歴代所属選手
- エドウィン・ラミレス
- オスカル・エストゥピニャン
- セサル・アリアス
- セサル・キンテーロ
- セルヒオ・ロメロ
- セルヒオ・ロマン
- ダニエル・アレハンドロ・エルナンデス
- ダビド・ゴメス
- ホセ・フェルナンド・クアドラード
- ホセ・フリアン・デ・ラ・クエスタ
- ホセ・モレノ
- ルイス・エドゥアルド・アランサス
- ルイス・カルロス・ムリージョ
- ホアキン・ノイ
- フアン・カルロス・エナオ 1992-2001, 2003-2004, 2010-
- オスカル・コルドバ 1993
- アルヌルフォ・バレンティエラ 1995-2002, 2003-2004, 2005-2007, 2011
- セルヒオ・ガルバン・レイ 1996-2004
- ルベン・ダリオ・ベラスケス 1997-2001, 2003-2005
- エルキン・ソト 1998-2005
- アレクシス・エンリケス 2002-2011
- ジョン・ビアファラ 2002-2005, 2008-2009
- ダイロ・モレノ 2003-2006, 2010-2011, 2012
- アントニオ・デ・ニグリス 2004

## 雑学
- 2004年のコパ・リベルタドーレスはアウェイゴールルールが適用されない最後の大会だった。2回戦でホームで1-1,アウェイで0-0に終わったため、アウェイゴール適用があれば敗退していた。
- 2004年当時、チームを率いたルイス・フェルナンド・モントージャヘッドコーチはトヨタカップ終了後、家族との時間を確保するため退任したが、その年強盗に襲われて銃撃を受け、首から下に麻痺が残ることとなった。